# Шаповалы (этнографическая группа русских)
Шаповалы — этнографическая группа русского народа, проживающая на юго-западе Брянской и на востоке Могилёвской областей. Одним из мест компактного проживания шаповалов считаются посёлок Дрибин в Могилёвщине и село Новый Ропск на Брянщине.
Знаменитый фольклорист и этнограф Е. Р. Романов, издавший в 1901 году книгу о шаповалах, считал, что шаповальство возникло на Дрибинщине в XVIII веке. Шаповалами их назвали от слова «шапка», хотя в основном ремесленники делали валенки и рукавицы из овечьей шерсти.
Ремесло считалось отхожим: в середине сентября, когда с полей убирали хлеб, шаповалы отправлялись по городам и сёлам на заработки. Ходили по двое. Мастера брали нехитрые орудия труда, шли по деревням и валяли валенки по заказу. Где останавливались, в том доме кормили и жильё предоставляли. Если относились плохо, могли и отомстить, поэтому местное население их побаивалось. Работали в Белоруссии, на Украине и в Южной России. Жизнь бродячего ремесленника была полна опасностей — разбойники могли отнять деньги, полиция — арестовать, избить и ограбить не хуже разбойников. Поэтому они объединялись в артели с довольно суровыми внутренними правилами и особым, только им понятным диалектом.

### Катрушницкий лемезень
Шаповалы придумали свой условный язык — «катрушницкий лемезень» (катруха — шапка, лемезень — язык), включающий 905 слов, при помощи которых они общались. По одной из версий, шаповальский лемезень — это лексика лесных разбойников. Его следы исследователи отыскали аж в XVII веке (доказано, что лемезень имеет греческие, тюркские и финно-угорские корни, включает в себя еврейские и цыганские слова), а сто с лишним лет назад в журнале «Киевская старина» был опубликован небольшой шаповальско-русский словарик. Создатель пособия Федор Николайчик подметил сходство лемезеня со языком, на котором между собой разговаривали бродячие певцы-лирники, завсегдатаи базарных площадей. Половину его словарного запаса составляют существительные, еще четверть — глаголы. Прилагательных, наречий и местоимений мало, а служебные слова и вовсе отсутствуют. Грамматическая структура лемезеня — русская, да и предложения в нем строятся похожим образом". Словарь лемезеня делился на 13 «подгрупп». К примеру, обозначались атмосферные и физические явления: дождь — трухней, снег — сивор, осень — шусень, ночь — кимка, полночь — лухтовина кимки и т. д. Интересно звучали прилагательные: молодой — драпёлый, большой — шавлый, тонкий — лазый и пр. Романов о катрушницком лемезене пишет — «Лемезень свой катрушники-шаповалы употребляют только вне дома, в рабочих отлучках, и никогда не говорят на нем на родине. Делается это во-первых из нежелания его профанировать (sic), во-вторых из опасения, чтобы не изучили его местные евреи, эксплуатирующие, как и везде, темную народную массу. Осторожность шаповалов дошла в этом отношении до того, что лемезень их неизвестен даже членам семьи, не занимающимся шаповальством» В советское время шаповальский говор не деградировал, а стал развиваться: в лемезе появились такие слова, как «колхоз», «трактор», «автомобиль», «милиционер» и т. п.